# John Catliff
John Catliff (Vancouver, 8 gennaio 1965) è un ex calciatore canadese, di ruolo attaccante.

## Carriera
John Catliff è stato uno dei più noti calciatori canadesi degli anni ’80 e ’90, conosciuto soprattutto per il suo ruolo di attaccante prolifico nella Nazionale canadese e nel panorama calcistico nordamericano. Ecco una panoramica della sua carriera:
Carriera nei club
Calcio universitario: Catliff ha giocato a livello universitario per la Harvard University, dove si è distinto come uno dei migliori attaccanti nella Ivy League. Durante questo periodo, ha affinato le sue abilità tecniche e di finalizzazione, guadagnandosi attenzione nel panorama calcistico.
Calcio professionistico:
Ha trascorso la maggior parte della sua carriera professionale giocando nella Canadian Soccer League (CSL), una lega di riferimento per il calcio canadese negli anni ’80 e ’90.
Catliff è stato una figura di spicco nei Calgary Kickers (1987-1989) e successivamente nei Vancouver 86ers (1988-1994), una delle squadre più dominanti della lega. Con i Vancouver 86ers, Catliff ha avuto un enorme successo, contribuendo alla loro impressionante serie di imbattibilità di 46 partite, un record nordamericano.
Carriera in nazionale
Catliff è stato un elemento fondamentale della Nazionale canadese dal 1984 al 1994.
Ha totalizzato 44 presenze e segnato 18 gol, diventando uno dei migliori marcatori della storia della Nazionale.
Ha rappresentato il Canada in diverse competizioni internazionali, tra cui:
Giochi olimpici di Los Angeles 1984: il Canada raggiunse i quarti di finale.
Qualificazioni ai Mondiali FIFA: Sebbene non sia mai riuscito a partecipare alla Coppa del Mondo, Catliff ha avuto un ruolo chiave nelle campagne di qualificazione della Nazionale.
CONCACAF Gold Cup 1991: Ha aiutato il Canada a raggiungere le semifinali.
Stile di gioco
Catliff era noto per il suo istinto sotto porta, la sua forza fisica e la capacità di essere decisivo nei momenti chiave. Era un attaccante potente e capace di adattarsi a diverse situazioni di gioco.
Riconoscimenti e eredità
È considerato uno dei calciatori più importanti nella storia del Canada, soprattutto per il suo contributo nel promuovere il calcio nel paese durante anni in cui lo sport faticava a ottenere rilevanza.
Catliff è stato introdotto nella Canadian Soccer Hall of Fame nel 2004, riconoscimento al suo contributo al calcio canadese.
La sua carriera è un esempio di dedizione al calcio in un’epoca in cui lo sport in Canada non godeva ancora dell’attenzione di oggi.